# Amphicoelias
Amphicoelias byl rod velkého až gigantického sauropodního dinosaura, v případě druhu A. fragillimus popsaný ovšem podle jediného, dnes již ale ztraceného hřbetního obratle. V kompletním stavu by tento vysoký a štíhlý obratel údajně měřil na výšku asi 2,4 až 2,7 metru. V současnosti jsou rozlišovány dva druhy tohoto rodu, pochybný A. fragillimus (dnes již Maraapunisaurus fragillimus) a typový A. altus.

## Historie
Obratel druhu A. fragillimus byl objeven v roce 1877 hledačem fosilií Oramelem Lucasem, pracujícím pro amerického paleontologa E. D. Copea, ztratil se však údajně vzápětí při převozu do muzea. Proto je jeho existence zpochybňována. Dochoval se pouze nákres, který naznačuje, že pokud obratel skutečně existoval, musel patřit gigantickému zvířeti, patrně největšímu suchozemskému živočichovi všech dob. Amphicoelias žil v období svrchní jury, asi před 150 miliony let. A. fragillimus byl objeven ve stratigrafické zóně 6 Morrisonského souvrství. Fragment obratle měřil na výšku asi 1,5 metru. Rozměry zkamenělin jsou však zpochybňovány.
V roce 2021 byla publikována odborná studie, podle níž je druh Amphicoelias altus vědecky (formálně) platným druhem.

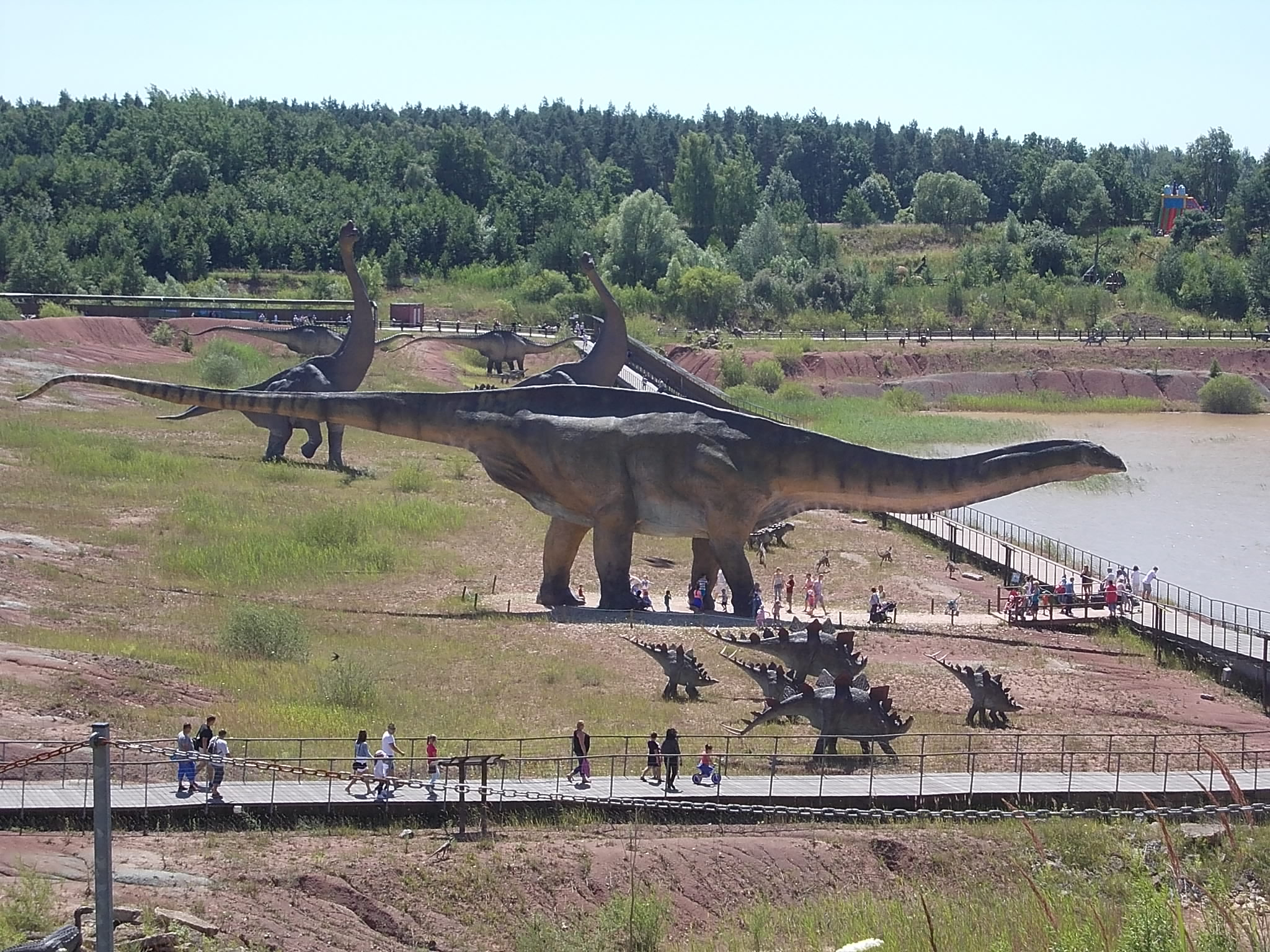
Pohled na modely dinosaurů v JuraParku Krasiejów, největší model patří rodu Amphicoelias

## Rozměry
Hrubý odhad velikosti tohoto sauropoda se pohybuje mezi 45 a 60 m délky (přesně 56–62 m), z čehož jen krk by měřil 16 metrů a ocas 32 metrů. Takové rozměry nemají v současné živočišné říši žádné srovnání a výrazně převyšují i velikost největších plejtvákovitých velryb. Hmotnost tohoto obřího dinosaura se však pravděpodobně pohybovala „jen“ okolo 110–130 tun, což je asi o třetinu méně, než u největších plejtváků. Dokud však nebude objeven další fosilní materiál, identita tohoto druhohorního obra zůstane skryta. Na základě některých společných rysů v utváření obratle je nicméně pravděpodobné, že tento obr patřil do kladu Diplodocoidea. Ve skutečnosti mohl být tento sauropod i podstatně menší, objevily se totiž spekulace o původně přehnaných údajích o rozměru Copeova obratle. V tom případě by mohlo jít pouze o "středně" velkého až velkého sauropoda s délkou kolem 30 metrů. Americký badatel Gregory S. Paul odhadl v roce 2010 délku tohoto sauropoda na 40 až 60 metrů a hmotnost na 100 až 150 tun. Menší druh A. altus dosahoval zřejmě délky kolem 18 metrů a hmotnosti zhruba 15 tun.

## Paleobiologie
Konce ocasů apatosaurinních dinosaurů (tedy rodů Apatosaurus, Brontosaurus a Amphicoelias) se podle hypotézy z roku 1997 mohly při rychlém švihnutí pohybovat na krátkou chvíli nadzvukovou rychlostí (vytvořily aerodynamický třesk podobný prásknutí bičem). Tímto způsobem se mohli dorozumívat a také odhánět útočící dravé dinosaury. V roce 2022 byla ale publikována další odborná práce, využívající podstatně dokonalejšího počítačového modelu, který doložil, že ve skutečnosti se konec ocasu těchto sauropodů pohyboval nanejvýš rychlostí kolem 33 m/s (zhruba 120 km/h). Přesto mohly ocasy těchto sauropodů sloužit k vnitrodruhové komunikaci, vzájemným soubojům i obraně před teropodními dinosaury.

## Pochyby o velikosti
V roce 2015 byla publikována vědecká studie, která zpochybňuje původně udávanou velikost obratle A. fragillimus. Podle autorů Cope při popisu udělal chybu a napsal jiný rozměr dochované části obratle - konkrétně 1500 mm místo správných 1050 mm (výška fragmentu). To by z gigantického amficélia dělalo velkého, ale již nikoliv kolosálního dinosaura.

## Přejmenování
V říjnu roku 2018 publikoval americký paleontolog Kenneth Carpenter vědeckou studii, ve které přeřezuje taxon A. fragillimus do samostatného rodu a pod jménem Maraapunisaurus fragillimus jej řadí do čeledi Rebbachisauridae jako jejího vývojově primitivního (bazálního) zástupce. Podle propočtů by pak tento sauropod měřil na délku asi 30,0 až 32 metrů.

## Populární kultura
Přestože velikost tohoto dinosaura byla zpochybněna, stále se občasně objevuje v mnoha médiích jako údajný největší (či nejdelší) živočich všech dob. Obří kovová replika kostry tohoto dinosaura je stavěna v americkém městě Savannah.